# Charles Chevillet

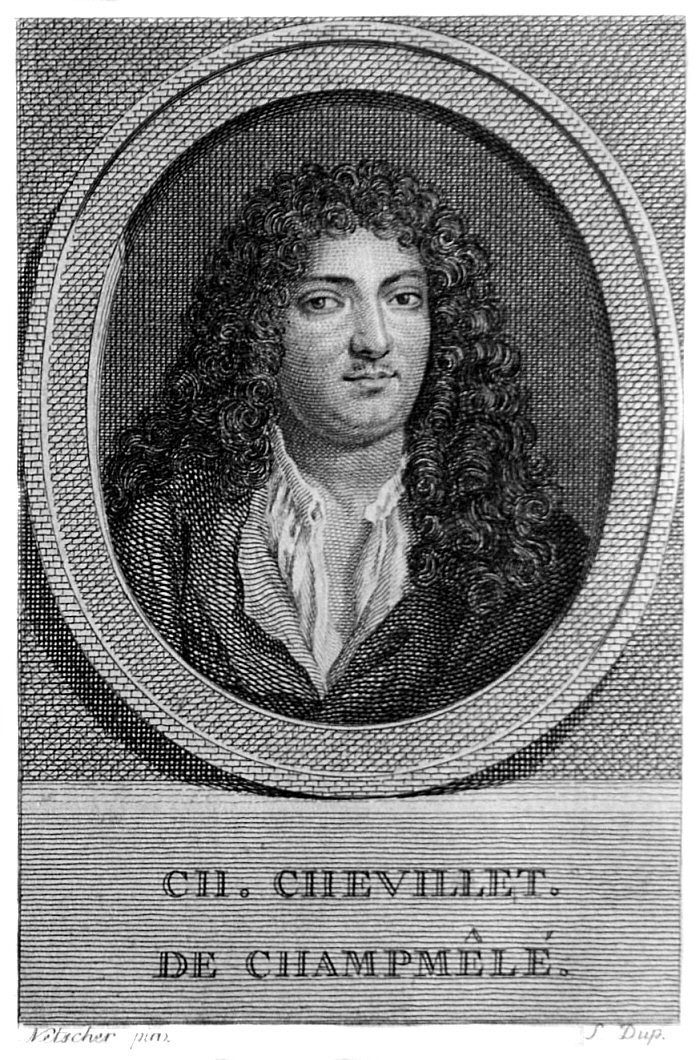
Porträt des Charles Chevillet de Champmeslé aus dem Jahr 1789

Charles Chevillet de Champmeslé (* 20. Oktober 1642 in Paris; † 22. August 1701 ebenda) war ein französischer Theaterschauspieler und Bühnenautor des 17. Jahrhunderts.

## Leben
Als „Monsieur de Champmeslé“ debütierte der Sohn eines Seidentuchschneiders aus der rue Saint-Honoré in Paris im Jahr 1665 in der Normandie auf der Bühne des ambulanten Theaters von François Serdin, auf der er der jungen, geistreichen und schönen Marie Desmares, verwitwete Fleurye begegnete. Am 9. Januar 1666 heiratete er Marie – die später als „La Champmeslé“ Bühnenkarriere machte – in ihrer Heimatstadt Rouen.
Nachdem Serdins Unternehmen aufgrund der im Sommer 1668 in der Normandie ausgebrochenen Pestepidemie gescheitert war, fanden die Champmeslés Anfang 1669 in Paris Aufnahme in der Troupe du Marais. 1670 wechselten sie gemeinsam in die Truppe des Hôtel de Bourgogne über, wo „Monsieur de Champmeslé“, ganz im Gegenteil zu seiner Ehefrau, eher in komischen als in tragischen Rollen glänzte. Daneben schrieb er – teilweise in Zusammenarbeit mit Jean de la Fontaine – mehrere Bühnenwerke.
Champmeslé, selbst ein ausschweifender Lebemann, sah großzügig über die Liaison hinweg, die seine Gattin bis 1677 mit Jean Racine unterhielt, sowie über ihre zahlreichen nachfolgenden Liebschaften.
Bei der Gründung der Comédie-Française im Jahr 1680, wurde er festes Mitglied des Ensembles und zum Sociétaire de la Comédie-Française.
Charles Chevillet de Champmeslé starb am 22. August 1701 in Paris, im Alter von 58 Jahren beim Verlassen eines Pariser Kabaretts. Da der Pfarrer der Kirche St-Sulpice de Paris ihm eine christliche Bestattung verweigerte, wurde er in dem Garten seines Hauses in Asnières begraben.

## Werke
Unter seinen Werken sind folgende Komödien hervorzuheben:
- Les Grisettes (1671)
- Crispin chevalier
- Le Florentin (mit La Fontaine)
- La Coupe enchantée (mit La Fontaine)
- Le Parisien (1683)